# 211P/Hill
La cometa Hill 7, formalmente 211P/Hill, è una cometa periodica appartenente alla famiglia delle comete gioviane.

## Storia osservativa
Scoperta il 4 dicembre 2008 già tre settimane dopo l'astrofilo tedesco Maik Meyer trovava immagini di prescoperta risalenti al marzo 2003 ossia al precedente passaggio al perielio, questo fatto ha permesso di numerarla in nemmeno 40 giorni dalla scoperta iniziale.